# One Manhattan West
One Manhattan West (auch Manhattan West North Tower) ist ein Wolkenkratzer in Manhattan, New York City. Er ist ein Teil des Gebäudekomplexes Manhattan West und wurde vom bekannten Architekturbüro Skidmore, Owings and Merrill (SOM) entworfen.

## Beschreibung
Der Wolkenkratzer befindet sich im neu ausgewiesenen Viertel Hudson Yards im Stadtteil Chelsea in Midtown Manhattan auf der West Side von Manhattan. Er steht an der Ninth Avenue, Ecke 33rd Street zwischen dem Hochhauskomplex Hudson Yards im Westen und der Pennsylvania Station im Osten.
One Manhattan West hat eine Höhe von 303,6 Meter (996 Fuß) und 67 Etagen, in denen fast ausschließlich Büros untergebracht sind, lediglich in den unteren Etagen befinden sich auch Einzelhandelsgeschäfte. Nach seiner Vollendung im Jahr 2019 ist das Gebäude eines der höchsten reinen Bürogebäude in New York City. Der Bau des Gebäudes begann Mitte 2015. Ende Oktober 2019 wurden die Bauarbeiten beendet. Bereits im Juni 2018 erreichte der Stahlbeton-Kern des Wolkenkratzers seine Endhöhe.
Das Gebäude weist einen rechteckigen Grundriss auf und verjüngt sich nach oben hin. Die Fassade ist vollständig mit Glas verkleidet. Mit seinem eher schlicht wirkenden Design fällt das Gebäude vor allem durch seine Höhe auf. Damit fügt es sich recht gut in die Nachbarschaft ein, in der in den letzten Jahren vor allem durch den Neubau des Hudson Yards Projektes einige weitere hohe Gebäude errichtet wurden. In der Nachhaltigkeit erhielt One Manhattan West mit der LEEDv4 Platin-Zertifizierung das höchste zu vergebende Level.
Der Turm ist Teil des Bauprojektes Manhattan West, bestehend aus vier neuen Gebäuden, die allesamt von Brookfield Properties entwickelt wurden sowie zwei restaurierten Bestandsbauten. Neben dem One Manhattan West als höchstes Gebäude gehören zu den neuerbauten Hochhäusern im Komplex der Büroturm Two Manhattan West (285 m), der Wohnturm The Eugene (222 m) und das 21-stöckige Hotel „Pendry Manhattan West“.

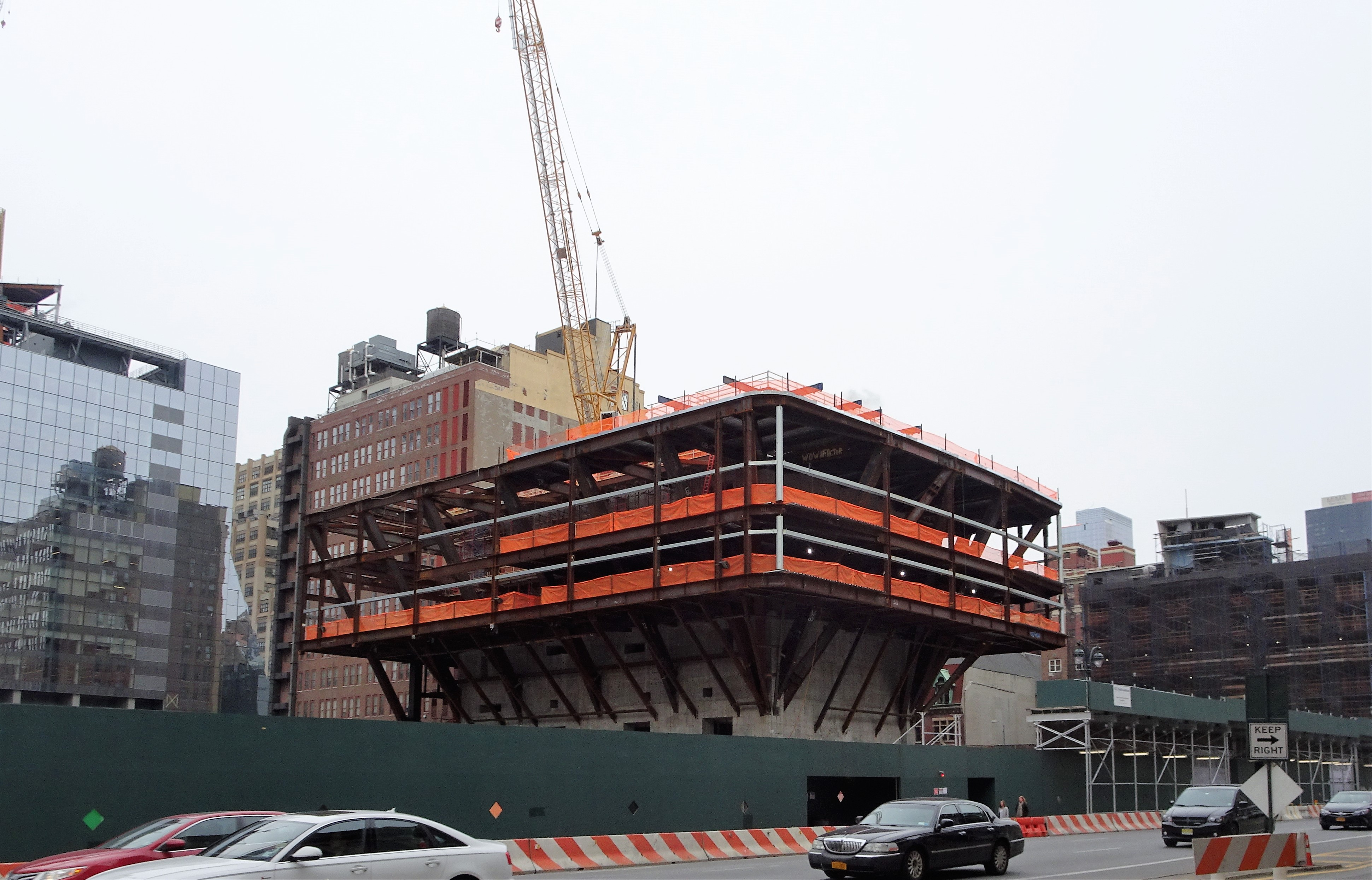
Die Baustelle im November 2016
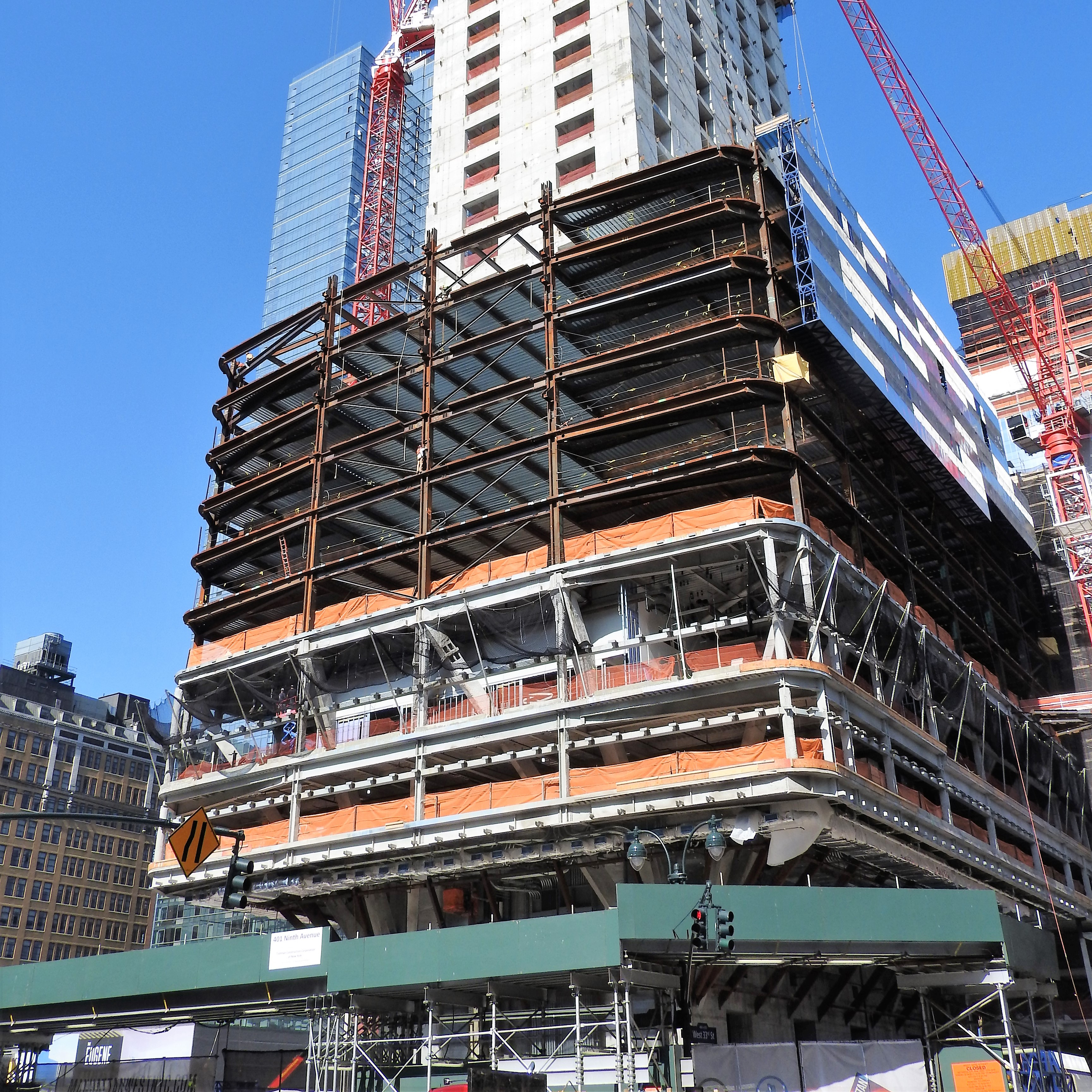
Die Baustelle im August 2017
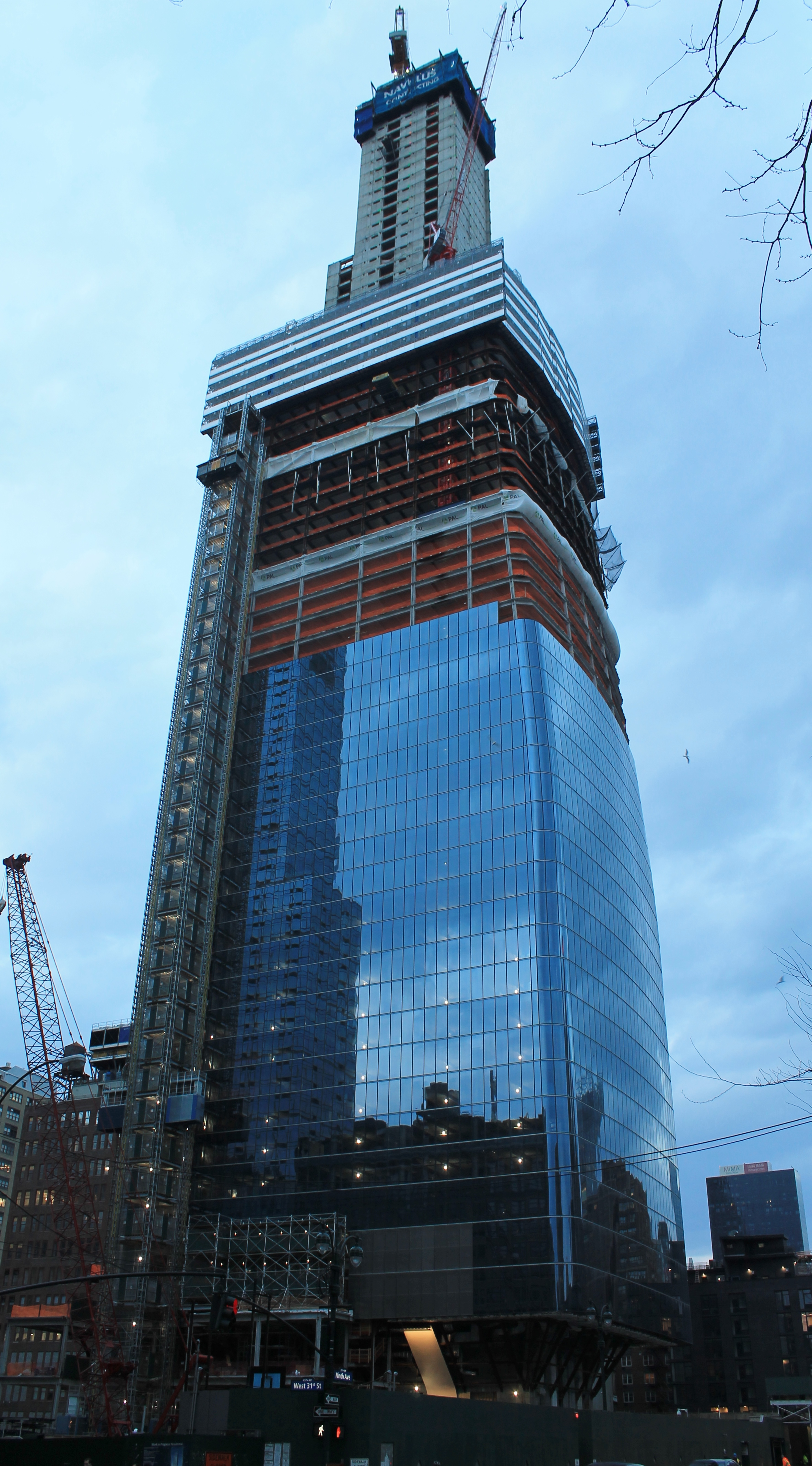
Baufortschritt im April 2018
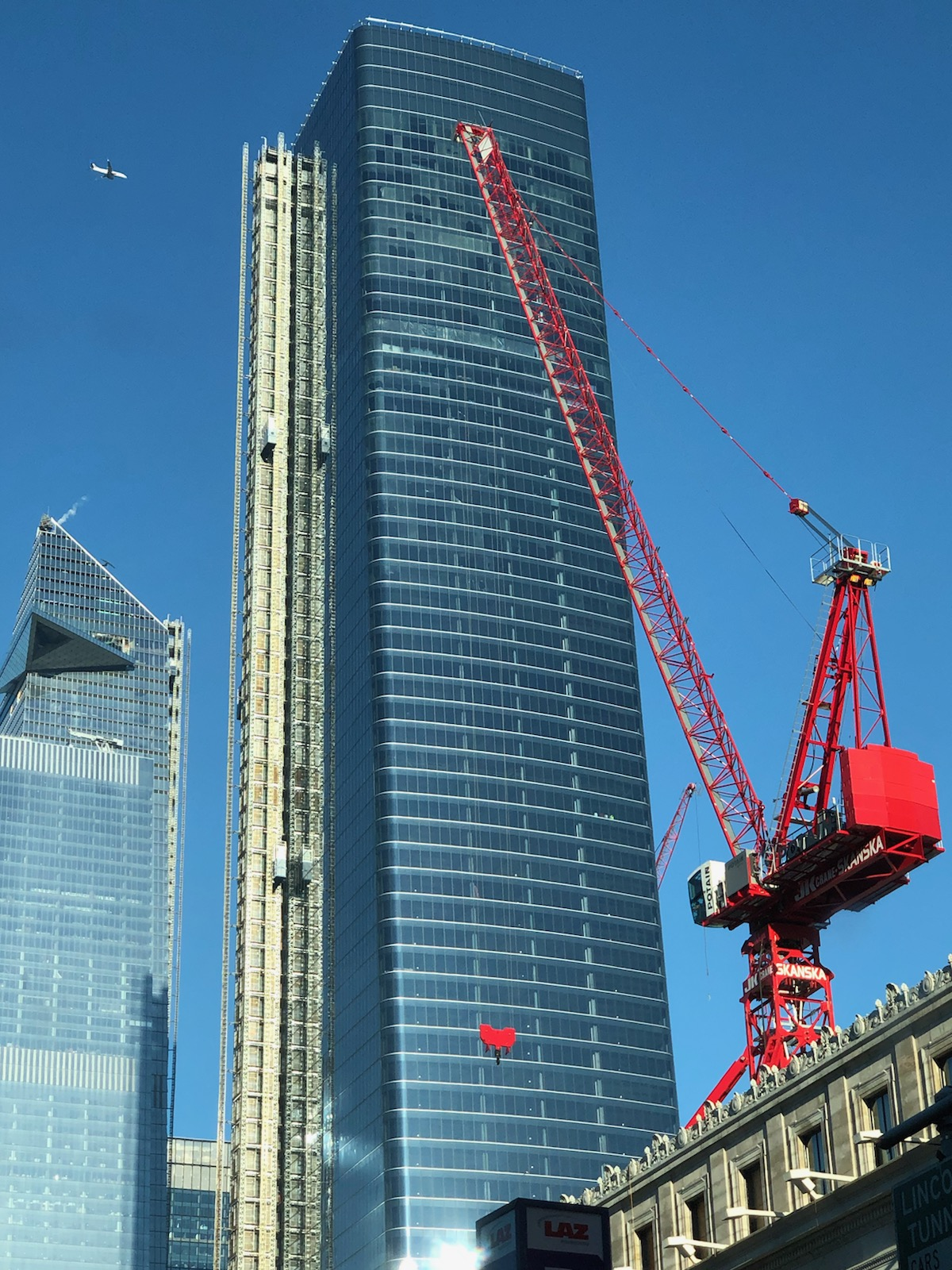
Der Turm kurz vor der Fertigstellung im Februar 2019
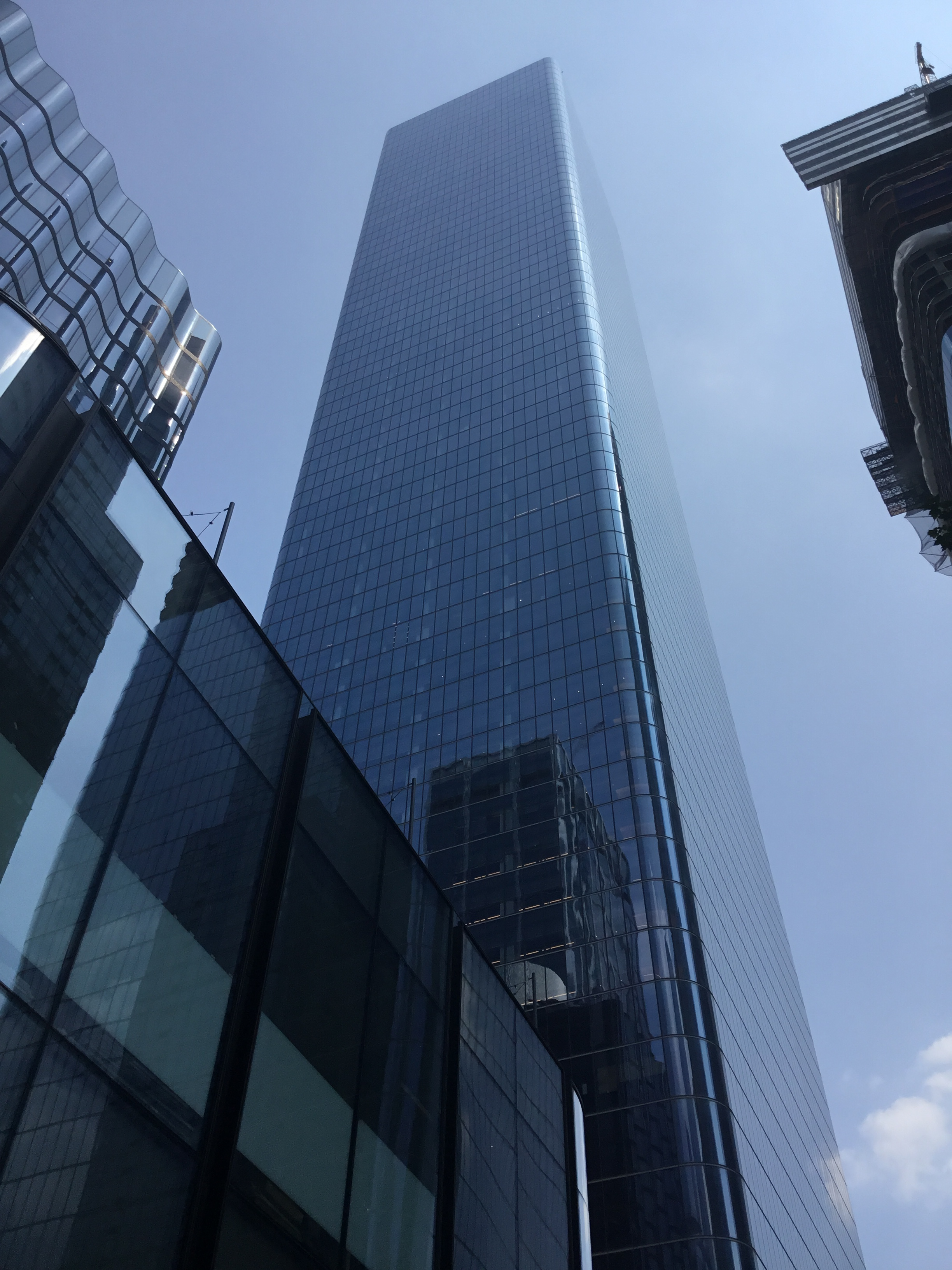
One Manhattan West im August 2021